# Wenhaston
Wenhaston – wieś w Anglii, w hrabstwie Suffolk, w dystrykcie East Suffolk. Leży 41 km na północny wschód od miasta Ipswich i 147 km na północny wschód od Londynu. W 2015 miejscowość liczyła 508 mieszkańców.